# Litopédio
Litopédio é uma condição extremamente rara que resulta de uma gravidez ectópica, no qual feto morre durante a gestação e fica retido na cavidade abdominal. O organismo materno envolve o feto calcificando como parte de uma reação de corpo estranho, protegendo o corpo da mãe do tecido morto do feto e prevenindo infecções. Pode ficar retido por vários anos ou mesmo décadas.
A condição representa uma fração minúscula de todas as gestações, representando apenas 0,0054%. Esse fenômeno se manifesta caso o feto sobreviva além dos três meses, pois antes desse período os ossos permanecem cartilaginosos, permitindo uma absorção rápida e completa. 
Os litopédios muitas vezes permanecem assintomáticos, e os pacientes praticamente desconhecem sua condição. No entanto, podem levar a diversas complicações, como dor abdominal, constipação crônica, obstrução intestinal e abscessos pélvicos. O diagnóstico geralmente ocorre durante a cirurgia, autópsia ou por meio de técnicas de imagem abdominal e pélvica, como ultrassonografia, tomografia computadorizada e ressonância magnética.
O registro médico ao longo da história consta aproximadamente 300 casos no mundo, sendo 3 casos ocorridos no Brasil.